# Pelargonium radens
Pelargonium radens (H.E.Moore, 1955) è una pianta appartenente alla famiglia delle Geraniaceae, endemica delle Province del Capo, in Sudafrica.

## Descrizione
Può raggiungere i 90 cm di altezza. I fiori, raccolti in infiorescenze, sono rosa e di dimensioni ridotte. Le foglie sono ruvide e odorose.

## Galleria d'immagini

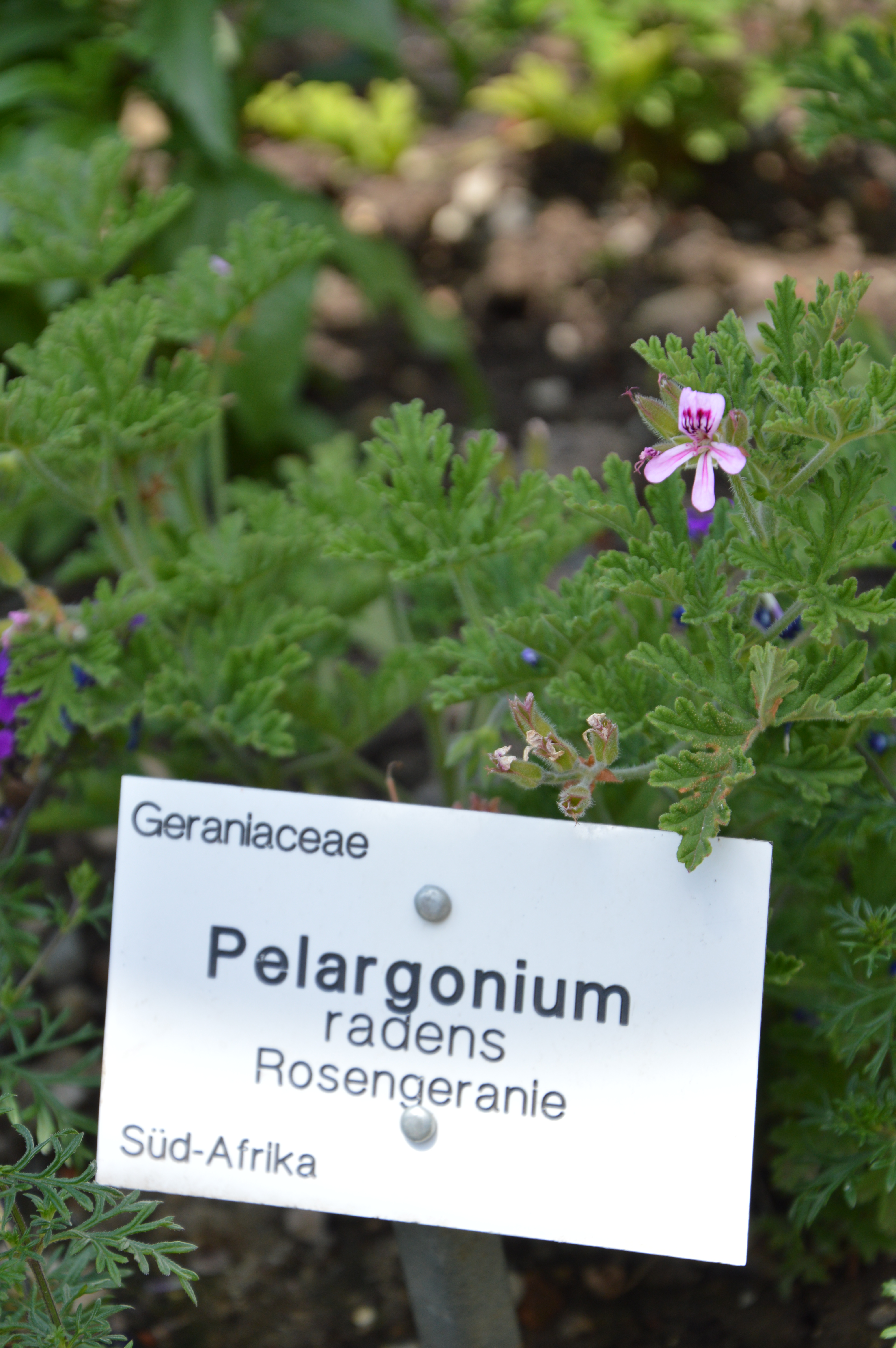
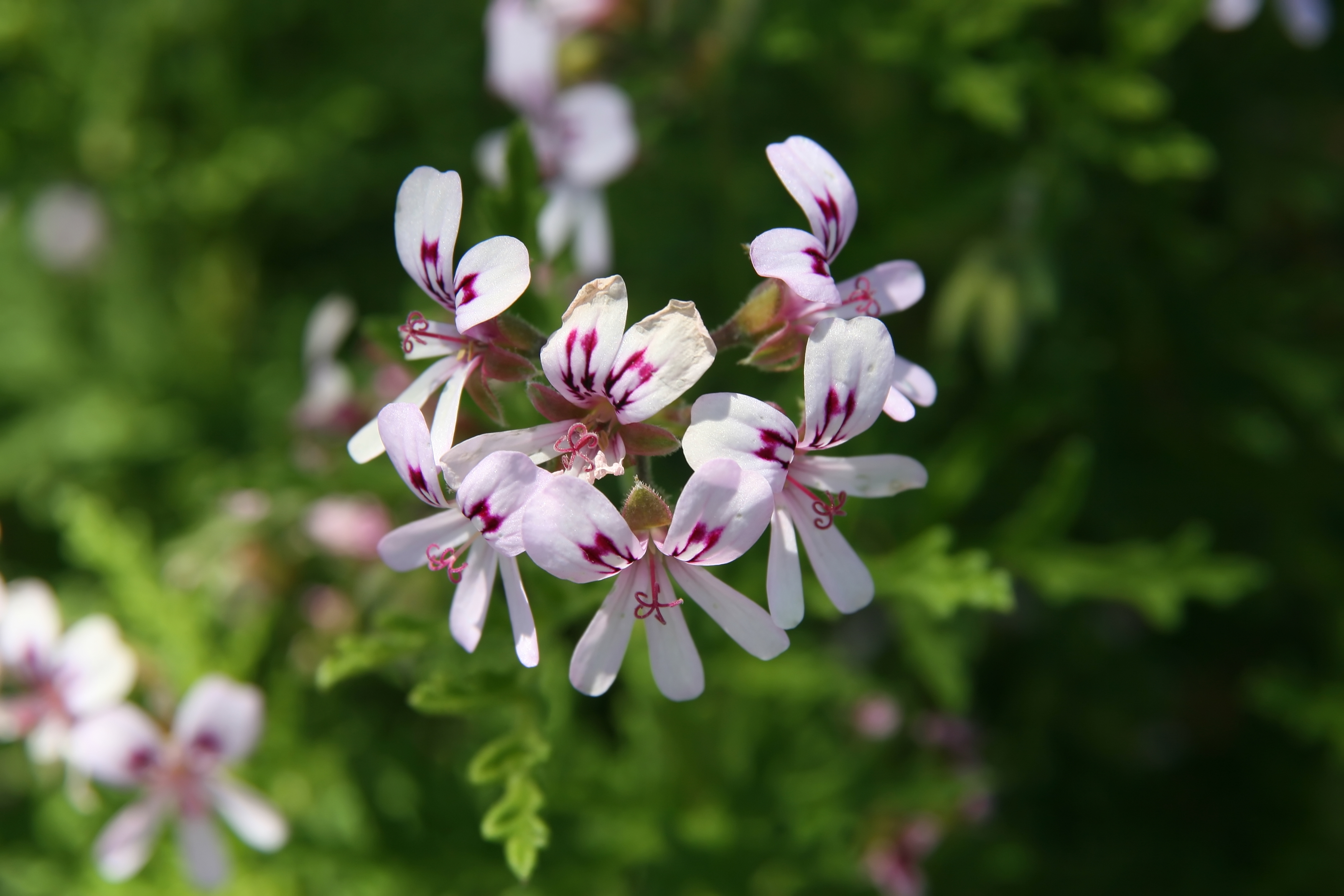
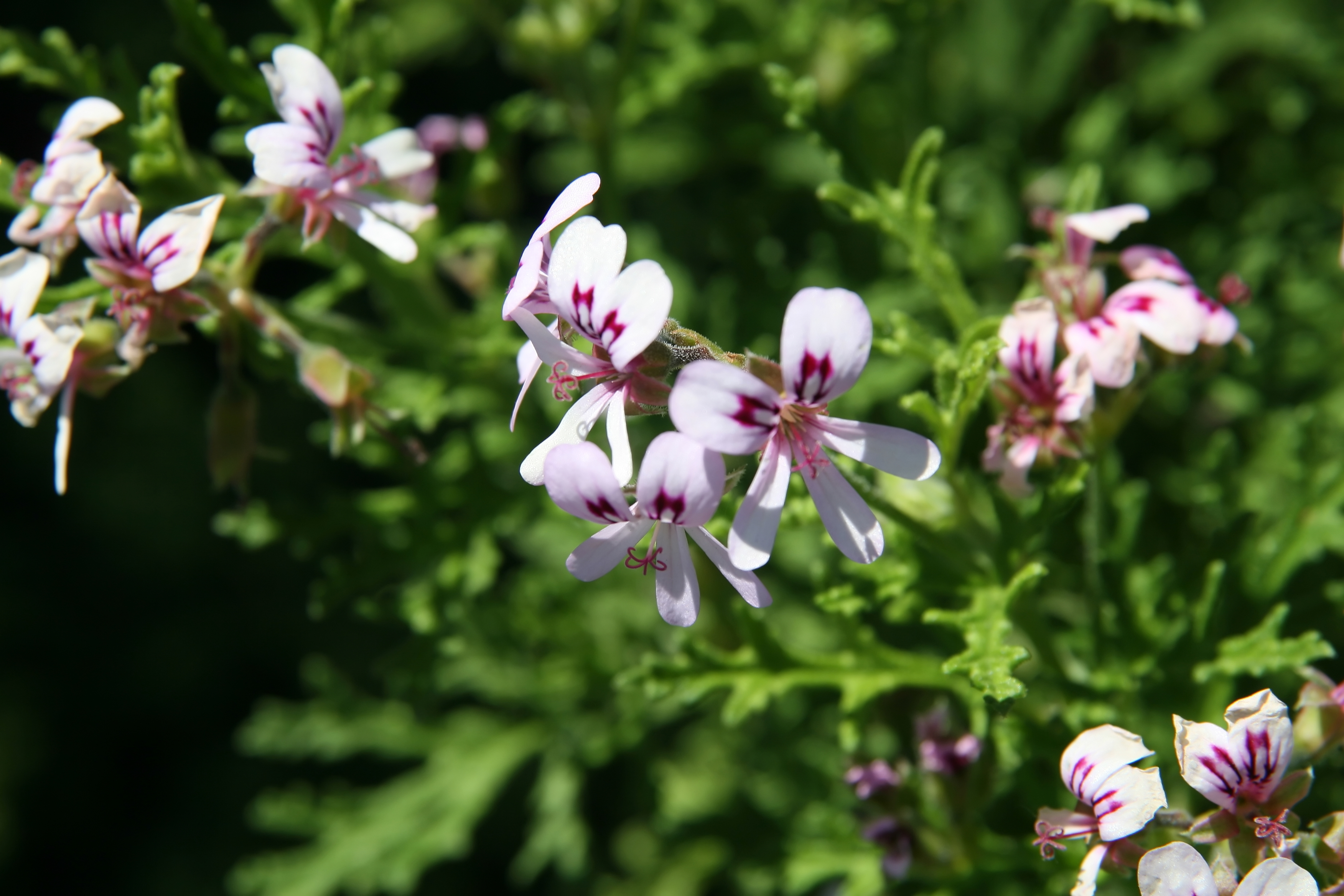
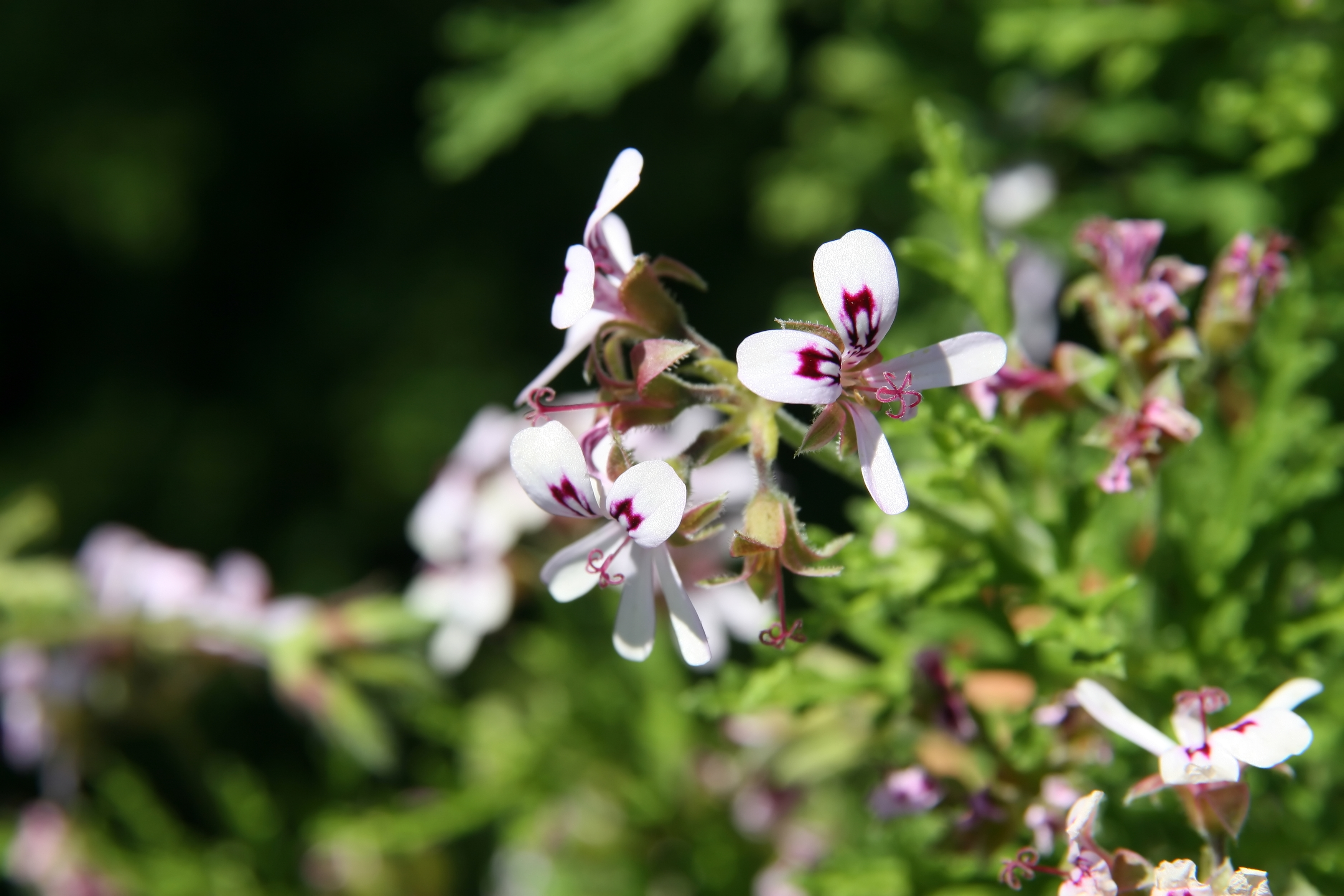
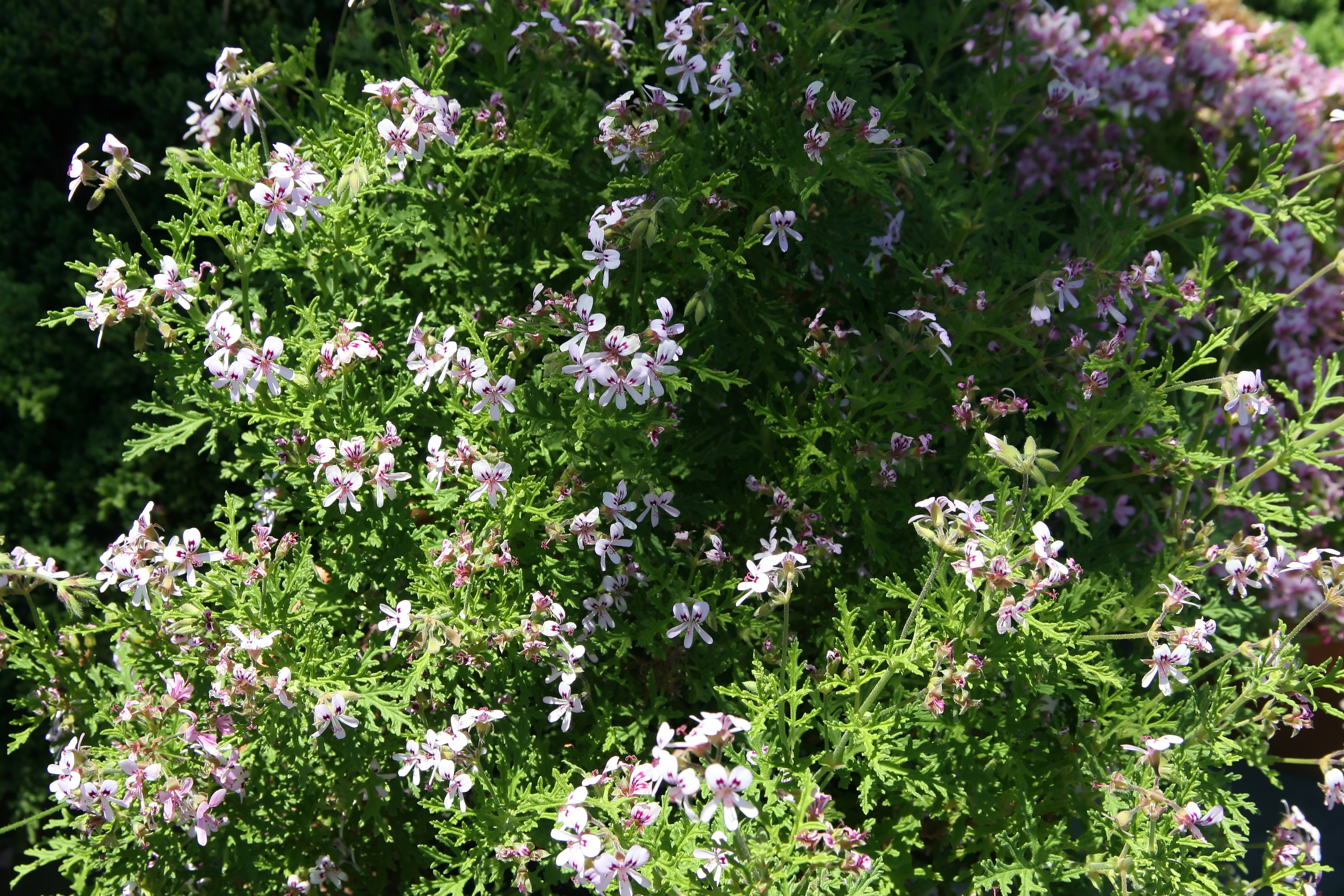

## Usi
Se ne può estrarre l'olio di geranio.